# Groupe J des éliminatoires de la zone Europe de la Coupe du monde de football 2022
Navigation
Groupe I
Le groupe J de la zone Europe des éliminatoires de la Coupe du monde de football 2022 est l'un des dix groupes de la zone Europe des éliminatoires de la Coupe du monde, tournoi pour décider quelles équipes se qualifieront pour la phase finale Coupe du monde de football 2022 au Qatar. Le groupe J se compose de six équipes : l'Allemagne, la Roumanie, l'Islande, la Macédoine du Nord, l'Arménie et le Liechtenstein. Les équipes s'affronteront à domicile et à l'extérieur dans un tournoi toutes rondes.
L'Allemagne, vainqueur du groupe se qualifie directement pour la phase finale de la Coupe du monde, tandis que le deuxième, la Macédoine du Nord,  accède aux barrages européens à douze équipes, dont trois gagneront leur place au Mondial 2022.

## Classement
| Rang | Équipe            | Pts | J  | G | N | P | Bp | Bc | Diff |  | Résultats (▼ dom., ► ext.) |     |     |     |     |     |     |
| ---- | ----------------- | --- | -- | - | - | - | -- | -- | ---- |  | -------------------------- | --- | --- | --- | --- | --- | --- |
| 1    | Allemagne         | 27  | 10 | 9 | 0 | 1 | 36 | 4  | +32  |  | Allemagne                  |     | 1-2 | 2-1 | 6-0 | 3-0 | 9-0 |
| 2    | Macédoine du Nord | 18  | 10 | 5 | 3 | 2 | 23 | 11 | +12  |  | Macédoine du Nord          | 0-4 |     | 0-0 | 0-0 | 3-1 | 5-0 |
| 3    | Roumanie          | 17  | 10 | 5 | 2 | 3 | 13 | 8  | +5   |  | Roumanie                   | 0-1 | 3-2 |     | 1-0 | 0-0 | 2-0 |
| 4    | Arménie           | 12  | 10 | 3 | 3 | 4 | 9  | 20 | -11  |  | Arménie                    | 1-4 | 0-5 | 3-2 |     | 2-0 | 1-1 |
| 5    | Islande           | 9   | 10 | 2 | 3 | 5 | 12 | 18 | -6   |  | Islande                    | 0-4 | 2-2 | 0-2 | 1-1 |     | 4-0 |
| 6    | Liechtenstein     | 1   | 10 | 0 | 1 | 9 | 2  | 34 | -32  |  | Liechtenstein              | 0-2 | 0-4 | 0-2 | 0-1 | 1-4 |     |

## Matchs
Le calendrier des rencontres a été confirmé par l'UEFA le 8 décembre 2020, le lendemain du tirage au sort,,. Les heures sont CET et CEST, selon la liste de l'UEFA (les heures locales, si différentes, sont entre parenthèses).
| 1re journée        | Allemagne                               | 3 - 0                         | Islande                       | MSV-Arena, Duisbourg                         |                                              |
| 25 mars 2021 20h45 | Goretzka 3e · Havertz 7e · Gündoğan 56e | (2 - 0)                       |                               | Spectateurs : 0 Arbitrage : Srdjan Jovanović | Spectateurs : 0 Arbitrage : Srdjan Jovanović |
| 25 mars 2021 20h45 | Havertz 48e                             | Rapport (FIFA) Rapport (UEFA) | 56e Árnason · 65e Guðmundsson | Spectateurs : 0 Arbitrage : Srdjan Jovanović | Spectateurs : 0 Arbitrage : Srdjan Jovanović |

|       | Liechtenstein           | 0 - 1                         | Arménie                                         | Rheinpark Stadion, Vaduz                      |                                               |
| 20h45 |                         | (0 - 0)                       | 83e (csc) Frommelt                              | Spectateurs : 0 Arbitrage : Julian Weinberger | Spectateurs : 0 Arbitrage : Julian Weinberger |
| 20h45 | Frick 45+3e · Hofer 82e | Rapport (FIFA) Rapport (UEFA) | 31e Bayramyan · 49e Adamyan · 73e Hambardzumyan | Spectateurs : 0 Arbitrage : Julian Weinberger | Spectateurs : 0 Arbitrage : Julian Weinberger |

|       | Roumanie                              | 3 - 2                         | Macédoine du Nord                                          | Arena Națională, Bucarest                   |                                             |
| 20h45 | Tănase 28e · Mihăilă 50e · Hagi 86e   | (1 - 0)                       | 82e Ademi · 83e Trajkovski                                 | Spectateurs : 0 Arbitrage : Fabio Verissimo | Spectateurs : 0 Arbitrage : Fabio Verissimo |
| 20h45 | Mihăilă 41e · Bancu 59e · Maxim 90+2e | Rapport (FIFA) Rapport (UEFA) | 36e Nikolov · 45+1e Pandev · 72e Alioski · 89e Stojanovski | Spectateurs : 0 Arbitrage : Fabio Verissimo | Spectateurs : 0 Arbitrage : Fabio Verissimo |

| 2e journée         | Arménie                        | 2 - 0                         | Islande                                     | Stade Républicain Vazgen-Sargsian, Erevan   |                                             |
| 28 mars 2021 18h00 | Barseghyan 53e · Bayramyan 74e | (0 - 0)                       |                                             | Spectateurs : 4 300 Arbitrage : Enea Jorgji | Spectateurs : 4 300 Arbitrage : Enea Jorgji |
| 28 mars 2021 18h00 | Haroyan 67e · Barseghyan 90+2e | Rapport (FIFA) Rapport (UEFA) | 8e Skúlason · 63e Ingason · 68e Guðmundsson | Spectateurs : 4 300 Arbitrage : Enea Jorgji | Spectateurs : 4 300 Arbitrage : Enea Jorgji |

|       | Macédoine du Nord                                                   | 5 - 0                         | Liechtenstein                                                                 | Toše Proeski Arena, Skopje                  |                                             |
| 20h45 | Bardhi 7e · Trajkovski 51e 54e · Elmas 62e · Nestorovski 82e (pen.) | (1 - 0)                       |                                                                               | Spectateurs : 0 Arbitrage : Mykola Balakine | Spectateurs : 0 Arbitrage : Mykola Balakine |
| 20h45 | Radeski 69e                                                         | Rapport (FIFA) Rapport (UEFA) | 11e S. Wolfinger · 18e F. Wolfinger · 31e Frommelt · 79e Malin · 90+2e Marxer | Spectateurs : 0 Arbitrage : Mykola Balakine | Spectateurs : 0 Arbitrage : Mykola Balakine |

|       | Roumanie    | 0 - 1                         | Allemagne     | Arena Națională, Bucarest                  |                                            |
| 20h45 |             | (0 - 1)                       | 17e Gnabry    | Spectateurs : 0 Arbitrage : Clément Turpin | Spectateurs : 0 Arbitrage : Clément Turpin |
| 20h45 | Popescu 16e | Rapport (FIFA) Rapport (UEFA) | 90+3e Kimmich | Spectateurs : 0 Arbitrage : Clément Turpin | Spectateurs : 0 Arbitrage : Clément Turpin |

| 3e journée         | Arménie                                             | 3 - 2                         | Roumanie                                            | Stade Républicain Vazgen-Sargsian, Erevan        |                                                  |
| 31 mars 2021 18h00 | Spertsyan 56e · Haroyan 87e · Barseghyan 89e (pen.) | (0 - 0)                       | 62e 72e Cicâldău                                    | Spectateurs : 4 300 Arbitrage : Andris Treimanis | Spectateurs : 4 300 Arbitrage : Andris Treimanis |
| 31 mars 2021 18h00 | Barseghyan 22e · Bayramyan 27e · Haroyan 41e        | Rapport (FIFA) Rapport (UEFA) | 24e Mogoș · 41e, 78e Pușcaș · 59e Maxim · 66e Bancu | Spectateurs : 4 300 Arbitrage : Andris Treimanis | Spectateurs : 4 300 Arbitrage : Andris Treimanis |

|       | Allemagne                                                     | 1 - 2                         | Macédoine du Nord                     | MSV-Arena, Duisbourg                          |                                               |
| 20h45 | Gündoğan 63e (pen.)                                           | (0 - 1)                       | 45+2e Pandev · 85e Elmas              | Spectateurs : 0 Arbitrage : Sergueï Karassiov | Spectateurs : 0 Arbitrage : Sergueï Karassiov |
| 20h45 | Gosens 28e · Rüdiger 37e · Sané 46e · Musiala 89e · Can 90+3e | Rapport (FIFA) Rapport (UEFA) | 5e Velkovski · 67e Elmas · 77e Pandev | Spectateurs : 0 Arbitrage : Sergueï Karassiov | Spectateurs : 0 Arbitrage : Sergueï Karassiov |

|       | Liechtenstein                 | 1 - 4   | Islande                                                                       | Rheinpark Stadion, Vaduz                      |                                               |
| 20h45 | Frick 79e                     | (0 - 2) | 12e Sævarsson · 45+1e Bi. Bjarnason · 77e Pálsson · 90+4e (pen.) Sigurjónsson | Spectateurs : 0 Arbitrage : Mohammed Al-Hakim | Spectateurs : 0 Arbitrage : Mohammed Al-Hakim |
| 20h45 | Rapport (FIFA) Rapport (UEFA) |         |                                                                               | Spectateurs : 0 Arbitrage : Mohammed Al-Hakim | Spectateurs : 0 Arbitrage : Mohammed Al-Hakim |

| 4e journée             | Islande                              | 0 - 2                         | Roumanie                                         | Laugardalsvöllur, Reykjavik                                                     |                                                                                 |
| 2 septembre 2021 20h45 |                                      | (0 - 0)                       | 47e Man · 83e Stanciu                            | Spectateurs : 1 961 Arbitrage : Alexeï Koulbakov Arbitre vidéo : Vitali Mechkov | Spectateurs : 1 961 Arbitrage : Alexeï Koulbakov Arbitre vidéo : Vitali Mechkov |
| 2 septembre 2021 20h45 | Þorsteinsson 85e · Jóhannesson 90+2e | Rapport (FIFA) Rapport (UEFA) | 8e Nedelcu · 37e Chiricheș · 76e Niță · 85e Hagi | Spectateurs : 1 961 Arbitrage : Alexeï Koulbakov Arbitre vidéo : Vitali Mechkov | Spectateurs : 1 961 Arbitrage : Alexeï Koulbakov Arbitre vidéo : Vitali Mechkov |

|       | Liechtenstein                 | 0 - 2   | Allemagne             | Kybunpark, Saint-Gall ( Suisse)                                              |                                                                              |
| 20h45 |                               | (0 - 1) | 41e Werner · 77e Sané | Spectateurs : 7 958 Arbitrage : Fabio Verissimo Arbitre vidéo : Luis Godinho | Spectateurs : 7 958 Arbitrage : Fabio Verissimo Arbitre vidéo : Luis Godinho |
| 20h45 | Rapport (FIFA) Rapport (UEFA) |         |                       | Spectateurs : 7 958 Arbitrage : Fabio Verissimo Arbitre vidéo : Luis Godinho | Spectateurs : 7 958 Arbitrage : Fabio Verissimo Arbitre vidéo : Luis Godinho |

|       | Macédoine du Nord             | 0 - 0   | Arménie                                           | Toše Proeski Arena, Skopje                                                      |                                                                                 |
| 20h45 | Musliu 73e · Kostadinov 81e   | (0 - 0) | 23e Voskanyan · 51e Mkhitaryan · 66e Hovhannisyan | Spectateurs : 3 147 Arbitrage : Artur Soares Dias Arbitre vidéo : João Pinheiro | Spectateurs : 3 147 Arbitrage : Artur Soares Dias Arbitre vidéo : João Pinheiro |
| 20h45 | Rapport (FIFA) Rapport (UEFA) |         |                                                   | Spectateurs : 3 147 Arbitrage : Artur Soares Dias Arbitre vidéo : João Pinheiro | Spectateurs : 3 147 Arbitrage : Artur Soares Dias Arbitre vidéo : João Pinheiro |

| 5e journée             | Islande                            | 2 - 2                         | Macédoine du Nord                  | Laugardalsvöllur, Reykjavik                                                    |                                                                                |
| 5 septembre 2021 18h00 | Br. Bjarnason 78e · Guðjohnsen 84e | (0 - 1)                       | 11e Velkovski · 54e Alioski        | Spectateurs : 1 862 Arbitrage : Ivan Kružliak Arbitre vidéo : Pawel Raczkowski | Spectateurs : 1 862 Arbitrage : Ivan Kružliak Arbitre vidéo : Pawel Raczkowski |
| 5 septembre 2021 18h00 | Sævarsson 42e · Guðmundsson 57e    | Rapport (FIFA) Rapport (UEFA) | 57e S. Ristovski · 90+8e Spirovski | Spectateurs : 1 862 Arbitrage : Ivan Kružliak Arbitre vidéo : Pawel Raczkowski | Spectateurs : 1 862 Arbitrage : Ivan Kružliak Arbitre vidéo : Pawel Raczkowski |

|       | Allemagne                                                           | 6 - 0                         | Arménie     | Mercedes-Benz Arena, Stuttgart                                               |                                                                              |
| 20h45 | Gnabry 6e 15e · Reus 35e · Werner 45e · Hofmann 52e · Adeyemi 90+1e | (4 - 0)                       |             | Spectateurs : 18 086 Arbitrage : William Collum Arbitre vidéo : Paul Tierney | Spectateurs : 18 086 Arbitrage : William Collum Arbitre vidéo : Paul Tierney |
| 20h45 |                                                                     | Rapport (FIFA) Rapport (UEFA) | 50e Haroyan | Spectateurs : 18 086 Arbitrage : William Collum Arbitre vidéo : Paul Tierney | Spectateurs : 18 086 Arbitrage : William Collum Arbitre vidéo : Paul Tierney |

|       | Roumanie              | 2 - 0                         | Liechtenstein | Arena Națională, Bucarest                                                           |                                                                                     |
| 20h45 | Toșca 11e · Manea 18e | (2 - 0)                       |               | Spectateurs : 9 404 Arbitrage : Kateryna Monzul Arbitre vidéo : Yevhenii Aranovskiy | Spectateurs : 9 404 Arbitrage : Kateryna Monzul Arbitre vidéo : Yevhenii Aranovskiy |
| 20h45 |                       | Rapport (FIFA) Rapport (UEFA) | 78e Göppel    | Spectateurs : 9 404 Arbitrage : Kateryna Monzul Arbitre vidéo : Yevhenii Aranovskiy | Spectateurs : 9 404 Arbitrage : Kateryna Monzul Arbitre vidéo : Yevhenii Aranovskiy |

| 6e journée             | Arménie                 | 1 - 1                         | Liechtenstein                              | Stade Républicain Vazgen-Sargsian, Erevan                                |                                                                          |
| 8 septembre 2021 18h00 | Mkhitaryan 45+5e (pen.) | (1 - 0)                       | 80e Frick                                  | Spectateurs : 14 400 Arbitrage : Duje Strukan Arbitre vidéo : Fran Jović | Spectateurs : 14 400 Arbitrage : Duje Strukan Arbitre vidéo : Fran Jović |
| 8 septembre 2021 18h00 |                         | Rapport (FIFA) Rapport (UEFA) | 45+4e Sele · 48e Frommelt · 90+3e Kaufmann | Spectateurs : 14 400 Arbitrage : Duje Strukan Arbitre vidéo : Fran Jović | Spectateurs : 14 400 Arbitrage : Duje Strukan Arbitre vidéo : Fran Jović |

|       | Islande                         | 0 - 4                         | Allemagne                                       | Laugardalsvöllur, Reykjavik                                                   |                                                                               |
| 20h45 |                                 | (0 - 2)                       | 4e Gnabry · 24e Rüdiger · 56e Sané · 89e Werner | Spectateurs : 3 505 Arbitrage : Andreas Ekberg Arbitre vidéo : Chris Kavanagh | Spectateurs : 3 505 Arbitrage : Andreas Ekberg Arbitre vidéo : Chris Kavanagh |
| 20h45 | Bi. Bjarnason 33e · Pálsson 60e | Rapport (FIFA) Rapport (UEFA) |                                                 | Spectateurs : 3 505 Arbitrage : Andreas Ekberg Arbitre vidéo : Chris Kavanagh | Spectateurs : 3 505 Arbitrage : Andreas Ekberg Arbitre vidéo : Chris Kavanagh |

|       | Macédoine du Nord                              | 0 - 0                         | Roumanie    | Toše Proeski Arena, Skopje                                                                |                                                                                           |
| 20h45 |                                                | (0 - 0)                       |             | Spectateurs : 5 260 Arbitrage : Antonio Mateu Lahoz Arbitre vidéo : Juan Martínez Munuera | Spectateurs : 5 260 Arbitrage : Antonio Mateu Lahoz Arbitre vidéo : Juan Martínez Munuera |
| 20h45 | M. Ristovski 27e · Kostadinov 71e · Musliu 86e | Rapport (FIFA) Rapport (UEFA) | 48e Nedelcu | Spectateurs : 5 260 Arbitrage : Antonio Mateu Lahoz Arbitre vidéo : Juan Martínez Munuera | Spectateurs : 5 260 Arbitrage : Antonio Mateu Lahoz Arbitre vidéo : Juan Martínez Munuera |

| 7e journée           | Allemagne               | 2 - 1                         | Roumanie                             | Volksparkstadion, Hambourg                                                  |                                                                             |
| 8 octobre 2021 20h45 | Gnabry 52e · Müller 81e | (0 - 1)                       | 9e Hagi                              | Spectateurs : 25 000 Arbitrage : Cüneyt Çakır Arbitre vidéo : Mete Kalkavan | Spectateurs : 25 000 Arbitrage : Cüneyt Çakır Arbitre vidéo : Mete Kalkavan |
| 8 octobre 2021 20h45 | Kehrer 87e              | Rapport (FIFA) Rapport (UEFA) | 41e Stanciu · 59e Rațiu · 80e Pușcaș | Spectateurs : 25 000 Arbitrage : Cüneyt Çakır Arbitre vidéo : Mete Kalkavan | Spectateurs : 25 000 Arbitrage : Cüneyt Çakır Arbitre vidéo : Mete Kalkavan |

|       | Islande                                            | 1 - 1                         | Arménie          | Laugardalsvöllur, Reykjavik                                                 |                                                                             |
| 20h45 | Jóhannesson 77e                                    | (0 - 1)                       | 35e Hovhannisyan | Spectateurs : 1 697 Arbitrage : Nikola Dabanović Arbitre vidéo : Kevin Blom | Spectateurs : 1 697 Arbitrage : Nikola Dabanović Arbitre vidéo : Kevin Blom |
| 20h45 | Sævarsson 69e · Skúlason 90+2e · Jóhannesson 90+3e | Rapport (FIFA) Rapport (UEFA) | 74e Spertsyan    | Spectateurs : 1 697 Arbitrage : Nikola Dabanović Arbitre vidéo : Kevin Blom | Spectateurs : 1 697 Arbitrage : Nikola Dabanović Arbitre vidéo : Kevin Blom |

|       | Liechtenstein                | 0 - 4                         | Macédoine du Nord                                                | Rheinpark Stadion, Vaduz                                                            |                                                                                     |
| 20h45 |                              | (0 - 1)                       | 39e Velkovski · 66e (pen.) Alioski · 74e Nikolov · 83e Churlinov | Spectateurs : 1 628 Arbitrage : Bartosz Frankowski Arbitre vidéo : Pawel Raczkowski | Spectateurs : 1 628 Arbitrage : Bartosz Frankowski Arbitre vidéo : Pawel Raczkowski |
| 20h45 | Wolfinger 49e · Kaufmann 52e | Rapport (FIFA) Rapport (UEFA) | 25e M. Ristovski                                                 | Spectateurs : 1 628 Arbitrage : Bartosz Frankowski Arbitre vidéo : Pawel Raczkowski | Spectateurs : 1 628 Arbitrage : Bartosz Frankowski Arbitre vidéo : Pawel Raczkowski |

| 8e journée            | Islande                                                            | 4 - 0                         | Liechtenstein                  | Laugardalsvöllur, Reykjavik                                                                     |                                                                                                 |
| 11 octobre 2021 20h45 | Þórðarson 19e · Guðmundsson 35e (pen.) 79e (pen.) · Guðjohnsen 89e | (2 - 0)                       |                                | Spectateurs : 4 461 Arbitrage : Ioannis Papadopoulos Arbitre vidéo : Aristotelis Diamantopoulos | Spectateurs : 4 461 Arbitrage : Ioannis Papadopoulos Arbitre vidéo : Aristotelis Diamantopoulos |
| 11 octobre 2021 20h45 |                                                                    | Rapport (FIFA) Rapport (UEFA) | 34e, 63e Marxer · 58e Frommelt | Spectateurs : 4 461 Arbitrage : Ioannis Papadopoulos Arbitre vidéo : Aristotelis Diamantopoulos | Spectateurs : 4 461 Arbitrage : Ioannis Papadopoulos Arbitre vidéo : Aristotelis Diamantopoulos |

|       | Macédoine du Nord | 0 - 4                         | Allemagne                                  | Stade national Toše-Proeski, Skopje                                        |                                                                            |
| 20h45 |                   | (0 - 0)                       | 50e Havertz · 70e 73e Werner · 83e Musiala | Spectateurs : 16 182 Arbitrage : Danny Makkelie Arbitre vidéo : Kevin Blom | Spectateurs : 16 182 Arbitrage : Danny Makkelie Arbitre vidéo : Kevin Blom |
| 20h45 | Ristovski 70e     | Rapport (FIFA) Rapport (UEFA) | 55e Havertz                                | Spectateurs : 16 182 Arbitrage : Danny Makkelie Arbitre vidéo : Kevin Blom | Spectateurs : 16 182 Arbitrage : Danny Makkelie Arbitre vidéo : Kevin Blom |

|       | Roumanie                   | 1 - 0                         | Arménie                                                                    | Stadionul Steaua, Bucarest                                                       |                                                                                  |
| 20h45 | Mitriță 26e                | (1 - 0)                       |                                                                            | Spectateurs : 13 576 Arbitrage : Daniele Orsato Arbitre vidéo : Maurizio Mariani | Spectateurs : 13 576 Arbitrage : Daniele Orsato Arbitre vidéo : Maurizio Mariani |
| 20h45 | Cicâldău 84e · Mihăilă 86e | Rapport (FIFA) Rapport (UEFA) | 38e Barseghyan · 65e Spertsyan · 71e Haroyan · 75e Voskanyan · 88e Adamyan | Spectateurs : 13 576 Arbitrage : Daniele Orsato Arbitre vidéo : Maurizio Mariani | Spectateurs : 13 576 Arbitrage : Daniele Orsato Arbitre vidéo : Maurizio Mariani |

| 9e journée             | Arménie | 0 - 5                         | Macédoine du Nord                                                 | Stade Républicain Vazgen-Sargsian, Erevan                                                |                                                                                          |
| 11 novembre 2021 18h00 |         | (0 - 2)                       | 22e Trajkovski · 36e 66e (pen.) 90e (pen.) Bardhi · 79e Ristovski | Spectateurs : 7 200 Arbitrage : José María Sánchez Martínez Arbitre vidéo : Paolo Valeri | Spectateurs : 7 200 Arbitrage : José María Sánchez Martínez Arbitre vidéo : Paolo Valeri |
| 11 novembre 2021 18h00 |         | Rapport (FIFA) Rapport (UEFA) | 53e Kostadinov                                                    | Spectateurs : 7 200 Arbitrage : José María Sánchez Martínez Arbitre vidéo : Paolo Valeri | Spectateurs : 7 200 Arbitrage : José María Sánchez Martínez Arbitre vidéo : Paolo Valeri |

|       | Allemagne | 9 - 0                         | Liechtenstein | Volkswagen-Arena, Wolfsburg                                                   |                                                                               |
| 20h45 | Gündoğan 11e (pen.) · Kaufmann 20e (csc) · Sané 22e 49e · Reus 23e · Müller 76e 86e · Baku 80e · Göppel 89e (csc) | (4 - 0)                       |               | Spectateurs : 25 984 Arbitrage : Ivana Martinčić Arbitre vidéo : Duje Strukan | Spectateurs : 25 984 Arbitrage : Ivana Martinčić Arbitre vidéo : Duje Strukan |
| 20h45 | Rüdiger 39e | Rapport (FIFA) Rapport (UEFA) | 9e Hofer      | Spectateurs : 25 984 Arbitrage : Ivana Martinčić Arbitre vidéo : Duje Strukan | Spectateurs : 25 984 Arbitrage : Ivana Martinčić Arbitre vidéo : Duje Strukan |

|       | Roumanie  | 0 - 0                         | Islande           | Stadionul Steaua, Bucarest                                                   |                                                                              |
| 20h45 |           | (0 - 0)                       |                   | Spectateurs : 0 Arbitrage : Sergueï Karassiov Arbitre vidéo : Vitali Mechkov | Spectateurs : 0 Arbitrage : Sergueï Karassiov Arbitre vidéo : Vitali Mechkov |
| 20h45 | Rațiu 59e | Rapport (FIFA) Rapport (UEFA) | 45+1e Jóhannesson | Spectateurs : 0 Arbitrage : Sergueï Karassiov Arbitre vidéo : Vitali Mechkov | Spectateurs : 0 Arbitrage : Sergueï Karassiov Arbitre vidéo : Vitali Mechkov |

| 10e journée            | Arménie               | 1 - 4                         | Allemagne                                             | Stade Républicain Vazgen-Sargsian, Erevan                                          |                                                                                    |
| 14 novembre 2021 18h00 | Mkhitaryan 59e (pen.) | (0 - 2)                       | 15e Havertz · 45+4e (pen.) 50e Gündoğan · 64e Hofmann | Spectateurs : 12 800 Arbitrage : François Letexier Arbitre vidéo : Jérémie Pignard | Spectateurs : 12 800 Arbitrage : François Letexier Arbitre vidéo : Jérémie Pignard |
| 14 novembre 2021 18h00 | Voskanyan 45+3e       | Rapport (FIFA) Rapport (UEFA) | 58e Neuhaus · 68e Arnold                              | Spectateurs : 12 800 Arbitrage : François Letexier Arbitre vidéo : Jérémie Pignard | Spectateurs : 12 800 Arbitrage : François Letexier Arbitre vidéo : Jérémie Pignard |

|       | Liechtenstein                               | 0 - 2                         | Roumanie           | Rheinpark Stadion, Vaduz                                                  |                                                                           |
| 18h00 |                                             | (0 - 1)                       | 8e Man · 87e Bancu | Spectateurs : 2 237 Arbitrage : Matej Jug Arbitre vidéo : Nejc Kajtazovic | Spectateurs : 2 237 Arbitrage : Matej Jug Arbitre vidéo : Nejc Kajtazovic |
| 18h00 | Meier 48e · S. Wolfinger 70e · Frommelt 80e | Rapport (FIFA) Rapport (UEFA) |                    | Spectateurs : 2 237 Arbitrage : Matej Jug Arbitre vidéo : Nejc Kajtazovic | Spectateurs : 2 237 Arbitrage : Matej Jug Arbitre vidéo : Nejc Kajtazovic |

|       | Macédoine du Nord                                                             | 3 - 1                         | Islande                                                                   | Stade national Toše-Proeski, Skopje                                          |                                                                              |
| 18h00 | Alioski 7e · Elmas 65e 87e                                                    | (1 - 0)                       | 54e Þorsteinsson                                                          | Spectateurs : 15 986 Arbitrage : Davide Massa Arbitre vidéo : Sandro Schärer | Spectateurs : 15 986 Arbitrage : Davide Massa Arbitre vidéo : Sandro Schärer |
| 18h00 | Dimitrievski 29e · Kostadinov 45+1e · Elmas 73e · Miovski 83e · Ristovski 85e | Rapport (FIFA) Rapport (UEFA) | 29e Bi. Bjarnason · 64e Þórðarson · 68e, 79e Jóhannesson · 72e Guðjohnsen | Spectateurs : 15 986 Arbitrage : Davide Massa Arbitre vidéo : Sandro Schärer | Spectateurs : 15 986 Arbitrage : Davide Massa Arbitre vidéo : Sandro Schärer |

## Buteurs
| Position | Joueur       | Pays              | Buts |
| -------- | ------------ | ----------------- | ---- |
| 1        | Barseghyan   | Arménie           | 2    |
| 1        | Trajkovski   | Macédoine du Nord | 2    |
| 1        | Elmas        | Macédoine du Nord | 2    |
| 1        | Cicâldău     | Roumanie          | 2    |
| 1        | Gündoğan     | Allemagne         | 2    |
| 2        | Goretzka     | Allemagne         | 1    |
| 2        | Havertz      | Allemagne         | 1    |
| 2        | Gnabry       | Allemagne         | 1    |
| 2        | Ademi        | Macédoine du Nord | 1    |
| 2        | Trajkovski   | Macédoine du Nord | 1    |
| 2        | Bardhi       | Macédoine du Nord | 1    |
| 2        | Nestorovski  | Macédoine du Nord | 1    |
| 2        | Pandev       | Macédoine du Nord | 1    |
| 2        | Hagi         | Roumanie          | 1    |
| 2        | Mihăilă      | Roumanie          | 1    |
| 2        | Tănase       | Roumanie          | 1    |
| 2        | Bayramyan    | Arménie           | 1    |
| 2        | Spertsyan    | Arménie           | 1    |
| 2        | Haroyan      | Arménie           | 1    |
| 2        | Sævarsson    | Islande           | 1    |
| 2        | Bjarnason    | Islande           | 1    |
| 2        | Pálsson      | Islande           | 1    |
| 2        | Sigurjónsson | Islande           | 1    |
| 2        | Frick        | Liechtenstein     | 1    |

CSC
| Position | Joueur   | Pays          | CSC |
| -------- | -------- | ------------- | --- |
| 1        | Frommelt | Liechtenstein | 1   |

## Discipline
Un joueur est automatiquement suspendu pour le match suivant:
- S'il cumule deux avertissements (cartons jaunes) lors de deux matchs différents.
- S'il se voit décerner une exclusion de terrain (carton rouge). 
  - En cas d’infraction grave, l’Instance de contrôle, d’éthique et de discipline de l'UEFA est habilitée à aggraver la sanction, y compris en l'étendant à d'autres compétitions.

| Joueurs              | Cartons                                                                                             | Suspensions                                             |
| -------------------- | --------------------------------------------------------------------------------------------------- | ------------------------------------------------------- |
| Birkir Már Sævarsson | 6e journée de Ligue des nations, contre Angleterre (18 novembre 2020)                               | 1re journée, contre Allemagne (25 mars 2021)            |
| Albert Guðmundsson   | 1re journée, contre Allemagne (25 mars 2021) · 2e journée, contre Arménie (28 mars 2021)            | 3e journée, contre Liechtenstein (31 mars 2021)         |
| Khoren Bayramyan     | 1re journée, contre Liechtenstein (25 mars 2021) · 3e journée, contre Roumanie (31 mars 2021)       | 4e journée, contre Macédoine du Nord (2 septembre 2021) |
| Varazdat Haroyan     | 2e journée, contre Islande (28 mars 2021) · 3e journée, contre Roumanie (31 mars 2021)              | 4e journée, contre Macédoine du Nord (2 septembre 2021) |
| Tigran Barseghyan    | 2e journée, contre Islande (28 mars 2021) · 3e journée, contre Roumanie (31 mars 2021)              | 4e journée, contre Macédoine du Nord (2 septembre 2021) |
| George Pușcaș        | 3e journée, contre Arménie (31 mars 2021)                                                           | 4e journée, contre Islande (2 septembre 2021)           |
| Alexandru Maxim      | 1re journée, contre Macédoine du Nord (25 mars 2021) · 3e journée, contre Arménie (31 mars 2021)    | 4e journée, contre Islande (2 septembre 2021)           |
| Nicușor Bancu        | 1re journée, contre Macédoine du Nord (25 mars 2021) · 3e journée, contre Arménie (31 mars 2021)    | 4e journée, contre Islande (2 septembre 2021)           |
| Goran Pandev         | 1re journée, contre Roumanie (25 mars 2021) · 3e journée, contre Allemagne (31 mars 2021)           | 4e journée, contre Arménie (2 septembre 2021)           |
| Noah Frommelt        | 2e journée, contre Macédoine du Nord (28 mars 2021) · 6e journée, contre Arménie (8 septembre 2021) | 7e journée, contre Macédoine du Nord (8 octobre 2021)   |